# Šipovice
Šipovice este un sat din comuna Bijelo Polje, Muntenegru. Conform datelor de la recensământul din 2003, localitatea are 35 de locuitori (la recensământul din 1991 erau 49 de locuitori).

## Demografie
În satul Šipovice locuiesc 28 de persoane adulte, iar vârsta medie a populației este de 38,6 de ani (41,6 la bărbați și 35,0 la femei). În localitate sunt 9 gospodării, iar numărul mediu de membri în gospodărie este de 3,89.
Populația localității este foarte eterogenă.
|  |

| Demografie | Demografie | Demografie |
| An         | Locuitori  | Locuitori  |
| ---------- | ---------- | ---------- |
|            |            |            |
|            |            |            |
|            |            |            |
|            |            |            |
| 1948       | 62         |            |
| 1953       | 99         |            |
| 1961       | 115        |            |
| 1971       | 101        |            |
| 1981       | 87         |            |
| 1991       | 49         | 49         |
| 2003       | 35         | 35         |

| \| Componența etnică conform recensământului din 2003[2] \| Componența etnică conform recensământului din 2003[2] \| Componența etnică conform recensământului din 2003[2] \| Componența etnică conform recensământului din 2003[2] \| Componența etnică conform recensământului din 2003[2] \| \| ----------------------------------------------------- \| ----------------------------------------------------- \| ----------------------------------------------------- \| ----------------------------------------------------- \| ----------------------------------------------------- \| \| \| \| \| \| \| \| Bosniaci \| Bosniaci \| \| 20 \| 57,14% \| \| Musulmani \| Musulmani \| \| 14 \| 40% \| \| necunoscută \| necunoscută \| \| 1 \| 2,85% \| |             |  |    |        |
| Componența etnică conform recensământului din 2003 |             |  |    |        |
| |             |  |    |        |
| Bosniaci | Bosniaci    |  | 20 | 57,14% |
| Musulmani | Musulmani   |  | 14 | 40%    |
| necunoscută | necunoscută |  | 1  | 2,85%  |